# (8989) 1979 XJ
(8989) 1979 XJ là một tiểu hành tinh vành đai chính. Nó được phát hiện bởi Henri Debehogne và Edgar Rangel Netto ở Đài thiên văn La Silla ở Chile, ngày 15 tháng 12 năm 1979.